# Kvalsundskibet
Kvalsundskibet (Kvalsund 2) er et roskib (et lille langskib uden mast og råsejl) som er dateret til år 690 (+/- 70 år). Skibet blev fundet i en mose i Kvalsund i Herøy kommune i Møre og Romsdal i 1920 sammen med en mindre robåd Kvalsundfæringen.

## Beskrivelse
Kvalsundskibet er 18 m langt og 3,2 m bredt, og afstanden fra rælingen til kølen er 78,5 cm. Det var rigget med gafler til 10 årepar, men ingen spor af mast. Skibet er af eg og skovfyr, og skroget består af stavner, bundplanke og otte bordgange på hver side. Skibet var udstyret med sideror på styrbords side agter, og havde en besætning på mindst 21 mand. En forstærkning på undersiden antyder også et slags forstadium til en virkelig køl. En af bundplankerne var desuden udformet, så den kunne bruges som kølplanke. Af samme årsag mener nogle, at skibet har haft et enkelt sejl.
Kvalsundskibet har et længde-/breddeforhold på ca. 5,6:1. Det er derfor et spørgsmål, om det bør kaldes et lille langskib eller en slank karve.

## Fund og udgravning
Kvalsundskibet blev udgravet på tre uger i juli 1920 under ledelse af arkæologen Haakon Shetelig. I 1975 blev der fremstillet en kopi i fuld størrelse, som nu er udstillet på Sunnmøre Museum i Ålesund. En kopi af den mindre båd er udstillet ved Herøy kystmuseum.
Under tørvegravning på Johannes J. Kvalsunds gård stødte man på en åre i mosen, og Bergens Museum blev kontaktet. Arkæologen Haakon Shetelig rejste samme dag og kom frem til Kvalsund 2. juli. Før udgravningen begyndte, blev der markeret en grundlinje på 20 m vest for snittet, hvor der først var fundet træværk fra skibet, og hele feltet blev inddelt i områder på 1 m². Alle fundstykker blev liggende på stedet, til hele feltet var afdækket, for at kunne fotografere fundet i sin helhed. Så blev delene lagt i karbolium og linolie og sejlet til Bergen på Eliezer.

## Efterarbejde og tolkning
Det blev bekræftet af botanikere, at da fundstedet var en mose i skrånende terræn, kunne det ikke være rester af et fartøj, som var sunket i ferskvand, som senere var blevet til mose. Botanikerne fandt også ud af, at graven havde stået åben et stykke tid inden skibsdelene var blevet lagt ned og dækket til.
Fundet som helhed bestod kun af træstykker, som var lagt nord-syd, og bortset fra et område længst mod syd, som lå lidt dybere i ét plan. Lange og smalle stykker som klædning og dele af masten var lagt horisontalt, parallelt og efter hinanden, mens kortere stykker som spantene lå på tværs af de lange. Udover resterne fra båden blev der fundet en pil, et stykke af en skål og en 72,5 cm lang hul og kegleformet trægenstand som muligvis kan have været en megafon.
Skibsdelene var knækket eller ødelagt, men det var kun undtagelsesvis spor efter økse eller andet skarpt værktøj på dem. Dette sammen med gravstedet – der er flere gravrøser, en bautasten og et offersted med alter lige i nærheden – leder til hypotesen om, at skibet er ofret ved at blive knust i stykker og gravet ned i en mose, muligvis som bytte efter et slag.

## Galleri
- Rekonstruktion af Kvalsundskibet.
- Boven på Kvalsundskibet.
- Forsøg med sejl på Kvalsundskibet.
- Kommunevåbenet for Herøy viser to skibsstavne som symbol på fundet af Kvalsundskibene fra 600-tallet. Motivet blev godkendt i 1987.